# СНЛ-8 (скоростная надувная лодка)
СНЛ-8 - скоростная надувная лодка

Скоростная надувная лодка предназначена для десантной переправы войск. Необходимость в таком плавсредстве возникла из-за того, что разнообразные надувные лодки, имевшиеся в инженерных войсках, не могли передвигаться быстрее 8 км/ч, что не позволяло эффективно использовать их для проведения десантных операций. Кроме того, СНЛ-8 предназначалась для инженерной разведки водных преград.

## Техническое описание

### Технические характеристики
- количество десанта - 8 чел;
- скорость на воде - 11 – 38 км/ч;
- время развертывания - 15 мин;
- длина - 5450 мм;
- ширина - 1750 мм;
- диаметр борта - 350 мм;
- грузоподъемность - 800 кг;
- масса в комплекте - 112 кг;
- количество отсеков - 5+1;
- мощность мотора - не более 30 л.с;
- габаритные размеры в чехле - 1500×750×550 мм.